# Дом купца И. В. Шкроева
Дом купца И. В. Шкроева — двухэтажный кирпичный дом в Куйбышеве Новосибирской области, построенный во второй половине XIX века. Памятник архитектуры регионального значения. Вместе с соседними зданиями образует комплекс исторической застройки конца XIX — начала XX века.

## Описание
Двухэтажное кирпичное здание построил каинский купец I гильдии Иван Васильевич Шкроев, владелец винокуренного завода и благотворитель, избранный в 1879 году городской головой Каинска. В 1896 году городская дума присвоила ему звание потомственного почётного жителя.
Дом находится в исторической части Куйбышева, главный северо-восточный фасад ориентирован на Коммунистическую улицу. Первый этаж использовали для коммерческой деятельности, а на втором располагались жилые комнаты.
Прямоугольное в плане здание стоит на кирпичных фундаментах и завершается четырёхскатной вальмовой крышей с металлической кровлей. Стены выполнены из кирпича. Перекрытия деревянные балочные.
Главный фасад композиционно симметричен. Лучковые окна обрамлены наличниками и в первом этаже соединены со ступенчатым межэтажным карнизом декоративным замковым камнем.
Ступенчатые бровки над окнами второго этажа декорированы округлыми зубчиками и объединены друг с другом тягой, поддерживаемой декоративными кронштейнами. Тяга соединяет также и линию подоконников.
В подоконном пространстве размещены декоративные ниши. Под карнизом в межоконном пространстве расположены декоративные элементы с полуциркульными зубчиками.
Фасад здания разделяют лопатки, причём в районе первого этажа они декорированы квадратными нишами, а угловые — рустом; лопатки в уровне второго этажа состоят из узких вертикальных ниш и выступов в форме капителей.
Боковые и дворовый фасады выполнены лаконично.
Здание венчает ступенчатый карниз, украшенный зубчиками полуциркульного очертания с главного фасада и сухариками — со стороны двора.
Декоративные элементы подчёркнуты белым цветом на фоне красно-коричневой стены.
Вход в дом организован с северо-западного фасада. Декоративное ограждение межэтажной лестницы набрано из точёных балясин. На потолках частично уцелели профилированные карнизы. В планировке здания использована коридорная система.
Габариты здания — 13,8 × 18,9 м.